# Fomalhaut C
Fomalhaut C (LP 876-10) – gwiazda w gwiazdozbiorze Wodnika, odległa od Słońca o około 25 lat świetlnych. Jest dalekim składnikiem układu Fomalhauta, położonego w sąsiednim gwiazdozbiorze Ryby Południowej.

## Charakterystyka
Jest to czerwony karzeł, gwiazda ciągu głównego należąca do typu widmowego M4. Gwiazda ma jasność równą około 0,5% jasności Słońca i temperaturę około 3100 K. Jej masa to około 18% masy Słońca, a promień jest oceniany na 23% promienia Słońca. Jest to aktywna magnetycznie gwiazda, która szybko obraca się wokół osi i prawdopodobnie emituje także promieniowanie rentgenowskie (satelita ROSAT wskazał obecność źródła rentgenowskiego bardzo blisko pozycji tej gwiazdy). Gwiazda ta została skatalogowana jako podwójna, ale nowe obserwacje: spektroskopowe, astrometryczne, a także z użyciem optyki adaptatywnej, tego nie potwierdzają.
Jasna gwiazda Fomalhaut wraz ze słabszą towarzyszką TW Piscis Austrini dominują grawitacyjnie w promieniu około 1,9 parseka, podczas gdy LP 876-10 jest oddalony o około 0,77 pc (158 tysięcy jednostek astronomicznych) od Fomalhauta. Gwiazdy te mają bardzo zbliżony ruch własny (zgodny z dokładnością do 1 km/s) i odległość od Słońca. Także właściwości fizyczne czerwonego karła (emisja rentgenowska, prędkość obrotu i zawartość litu) są spójne z hipotezą, że gwiazda ta ma taki sam wiek jak pozostałe składniki systemu Fomalhauta, 440 ± 40 milionów lat. Jest to zatem najprawdopodobniej bardzo daleki składnik układu potrójnego.
W 2013 roku zaobserwowano dysk pyłowy okrążający tę gwiazdę, co jest zarówno rzadkim przypadkiem odkrycia dysku wokół czerwonego karła, jak też drugim przypadkiem odkrycia dwóch dysków pyłowych w jednym systemie gwiezdnym – rozległy dysk otacza także główny składnik układu, Fomalhauta A. Dysk wokół składnika C jest widoczny jako nadwyżka promieniowania podczerwonego pochodząca z otoczenia gwiazdy. Jest on zimny, ma temperaturę efektywną 24 ± 5 K i średnicę co najmniej 20 au (ale nie większą niż 80 au).